# Licence poétique
La licence poétique, à l'intérieur d'un vers, est la permission que s'accorde le poète de changer la prononciation (rimes normandes), voire l'orthographe d'un mot (encor au lieu de encore), pour rester dans le cadre de la prosodie et de la versification. La licence poétique n’est cependant pas l’apanage des seuls poètes puisque quiconque peut justifier d’une licence poétique, tel que c’est le cas chez certains écrivains et paroliers, professionnels comme amateurs.

## Histoire
La licence poétique naît, par définition, lorsqu'un usage correct de la langue est fixé. La codification de la langue française a été entreprise à partir du XVIe siècle. Dès lors, les poètes de la Renaissance, particulièrement la Pléiade, se donnent pour mission d'enrichir la langue française à l'aide de licences poétiques. Ils préconisent notamment le recours aux barbarismes. Ainsi, du Bellay, dans sa Défense et illustration de la langue française, écrit au Chapitre VI « D’inventer des mots, et de quelques autres choses que doit observer le poète français » : 

« Ne crains donc, poète futur, d’innover quelque terme en un long poème, principalement, avec modestie toutefois, analogie et jugement de l’oreille, et ne te soucie qui le trouve bon ou mauvais : espérant que la postérité l’approuvera. »

Des néologismes ou des provincialismes (comme provignement, utilisé au sens figuré pour la première fois par Pierre de Ronsard) sont alors permis par licence poétique. Les héritiers de la Pléiade, tels Mathurin Régnier, poursuivent dans cette voie et opposent l'invention poétique et la grammaire codée, dans un même esprit d'élitisme. Si la langue poétique se permet des licences, c'est qu'elle est supérieure à la langue commune et la dépasse par le génie du poète.
Le XVIIe siècle voit cependant une forte remise en question de la licence poétique avec l'œuvre de François de Malherbe : ce poète à la cour, par une série de remarques sur la versification, impose le classicisme à la poésie française. Dès lors, quelques licences subsistent : les plus habituelles comme encor au lieu de l'orthographe encore.
Au XIXe siècle, la licence redevient le signe de la grandeur et de la liberté du poète. Ainsi, dans son poème « Vésuves et Cie », Tristan Corbière écrit ce vers :

« Pompeïa-station – Vésuve, est-ce encor toi ? »

— Tristan Corbière, « Vésuves et Cie », in Les Amours jaunes (1873)
Il met ainsi en tension la licence poétique (encor), qui se double d'une apostrophe, figure poétique traditionnelle, et l'apparition omniprésente de la modernité (la gare de train à Pompéi).

## Licences poétiques de la versification classique
Les principales licences poétiques concernent  l'orthographe, la phonétique, la syntaxe et la rime.

### Prononciation
Certaines formes de rimes transforment la prononciation usuelle des mots :
- Ici, le « tous » devrait se prononcer /tus/ mais se prononce /tu/ pour rimer avec « genoux » :

« Des plafonds d'un seul bloc couvrant de vastes salles,

Où, sans jamais lever leurs têtes colossales,

Veillaient, assis en cercle, et se regardant tous,

Des dieux d'airain, posant leurs mains sur leurs genoux. »

— Victor Hugo, « Le Feu du ciel », in Les Orientales (1829)
- Une liaison peut être faite à l'intérieur d'un vers alors que l'orthographe ne l'autorise pas :

« Malbrough s'en va (-t-) en guerre… il reviendra (-z-) à Pâques… par quatre (-z-) officiers… car en voilà (-z-) assez… »

— Malbrough s'en va-t-en guerre (chanson traditionnelle)

« J'irai(s) aux quatre vents… »

— Renaud, Dès que le vent soufflera (1983)

« Jusque(s) en haut des cuisses, elle est bottée… »

— Serge Gainsbourg, Initials B.B. (1968)

### Orthographe ou grammaire
Certains mots peuvent être orthographiés de différentes manières en versification classique. 
Exemple : 

« Dès que le vent soufflera je repartira

Dès que les vents tourneront nous nous en allerons… »

— Renaud, Dès que le vent soufflera (1983)